# ۵۹۲ (قمری)
۵۹۲ (قمری)، پانصد و نود و دومین سال در گاهشماری هجری قمری است. اول محرم این سال برابر با سیزدهم دسامبر سال ۱۱۹۵ میلادی است.

## وابسته
- مرینیان